# 7. karabinjerski polk »Trentino-Alto Adige«
7. karabinjerski polk »Trentino-Alto Adige« (izvirno italijansko 7º Reggimento Carabinieri »Trentino-Alto Adige«) je specialna enota Korpusa karabinjerjev.

## Zgodovina
Polk nadaljuje tradicijo 7. karabinjerskega bataljona.

## Organizacija
- 1. poveljniško-logistična četa
- 2. operativna četa
- 3. operativna četa
- 4. operativna četa